# Coloridos
A série Coloridos, também chamada de Olhos de Gato, foi a quarta série de selos emitida pelos correios do Brasil no período imperial.
Foram os primeiros selos lançados em cores diferentes. Os de 10 e 30 réis eram impressos na cor azul claro, enquanto os de 280 réis eram vermelhos e os de 430 réis vinham na cor amarela.
Traziam na estampa apenas o valor e foram emitidos alguns em papel denteado.

Passaram a circular a partir de 1854 (com reimpressões no ano de 1861) e as circulações encerraram em 1866.